# Captain America: Nový svět
Captain America: Nový svět (v anglickém originále Captain America: Brave New World) je americký sci-fi akční film natočený podle komiksu Captain America od Marvel Comics. Režie se ujal nigerijsko-americký režisér Julius Onah a scénář napsali Malcolm Spellman a Dalan Musson. V hlavní roli se objevil Anthony Mackie. Jedná se o 35. film franšízy Marvel Cinematic Universe, součást 5. fáze, a sequel filmu Captain America: Občanská válka a seriálu Falcon a Winter Soldier.
Premiéra filmu v Spojených státech byla 14. února a v Česku 13. února 2025.

## Obsazení
- Anthony Mackie jako Sam Wilson / Captain America / Falcon, Avenger, který se po odchodu Stevea Rogerse do důchodu stane Captainem Americou
- Danny Ramirez jako Joaquin Torres / Falcon
- Shira Haas jako Ruth Bat-Seraph
- Carl Lumbly jako Isaiah Bradley
- Giancarlo Esposito jako Seth Voelker / Sidewinder
- Tim Blake Nelson jako Samuel Sterns / The Leader
- Liv Tyler jako Betty Ross
- Julia Louis-Dreyfus jako Valentina Allegra de Fontaine
- Harrison Ford jako prezident Thaddeus „Thunderbolt“ Ross / Red Hulk

## Produkce

### Produkce
Plány na vznik čtvrtého filmu o Captainu Americovi se začaly vyvíjet po odvysílání seriálu Falcon a Winter Soldier v roce 2021, kdy bylo v plánu pokračovat v linii ze seriálu. Jako scenárista byl obsazen Malcolm Spellman, který zároveň také napsal scénář k seriálu Falcon a Winter Soldier a byl také obsazen jako spoluscenárista Dalan Musson. V červenci 2022 bylo oznámeno, že režisérem filmu se stane Julius Onah a zároveň byl film oficiálně ohlášen na San Diego Comic-Conu 24. července 2022.

### Obsazení
V srpnu 2021 bylo oznámeno, že si ve filmu zopakuje roli Anthony Mackie jako Falcon, a nový Captain America po jeho uvedení v seriálu Falcon a Winter Soldier.

### Natáčení
Začátek natáčení se očekává na začátku roku 2023.

### Premiéra
Premiéra filmu byla oznámena na San Diego Comic-Conu spolu s oficiálním oznámením filmu, přičemž byla stanovena na 3. května 2024 ve Spojených státech, a v Česku na 2. května 2024. Po velké stávce v Hollywoodu, která skončila k 8. listopadu, dostal film nové datum premiéry na 14. února 2025 ve Spojených státech, a v Česku na 13. února 2025.